# Restrição (matemática)

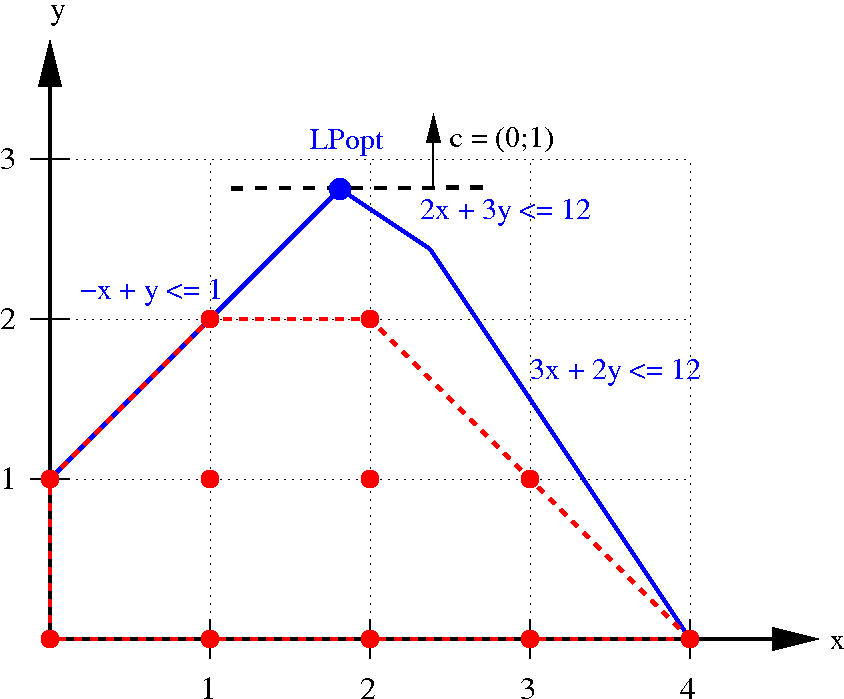
Restrição

Em matemática, uma restrição é uma condição de um problema de otimização que a solução deve satisfazer. Existem vários tipos de restrições — principalmente restrições de igualdade, restrições de desigualdade e restrições de número inteiro. O conjunto de soluções candidatas que satisfazem todas as restrições é chamado de conjunto viável.

## Exemplo
A seguir, um simples problema de otimização:
{\displaystyle \min f(\mathbf {x} )=x_{1}^{2}+x_{2}^{4}}
sujeito a
{\displaystyle x_{1}\geq 1}
e
{\displaystyle x_{2}=1,}
onde {\displaystyle \mathbf {x} } denota o vetor (x1, x2).
Neste exemplo, a primeira linha define a função a ser minimizada (chamada de função de perda, função objetivo ou função de custo). A segunda e a terceira linhas definem duas restrições, a primeira das quais é uma restrição de desigualdade e a segunda é uma restrição de igualdade. Essas duas restrições são restrições rígidas, o que significa que é necessário que elas sejam satisfeitas; eles definem o conjunto viável de soluções candidatas.
Sem as restrições, a solução seria (0,0), onde{\displaystyle f(\mathbf {x} )} tem o valor mais baixo. Mas esta solução não satisfaz as restrições. A solução do problema de otimização restrita mencionado acima é {\displaystyle \mathbf {x} =(1,1)}, que é o ponto com o menor valor de{\displaystyle f(\mathbf {x} )} que satisfaz as duas restrições.